# ألكسندر تشابين
ألكسندر تشابين (بالصربية: Александар Ћапин) مواليد 6 أكتوبر 1982 في سراييفو، جمهورية يوغوسلافيا الاشتراكية الاتحادية، هو لاعب كرة سلة صربي. بدأ مسيرته الاحترافية في سنة 2000. يلعب في الدوري السلوفيني لكرة السلة كلاعب هجوم خلفي.

## المسيرة الاحترافية
لعب مع كركا من سنة 2000 إلى 2003، ثم لعب مع تليكوم باسكتس بون في الدوري الألماني في موسم 2003–2004، ثم لعب مع بي سي إم جرافيلين في الدوري الفرنسي في سنة 2004، ثم لعب مع فيولا ريدجو كالابريا في الدوري الإيطالي في موسم 2005–2006، ثم لعب مع بالاكانسترو فاريزي من سنة 2006 إلى 2008، ثم لعب مع بانيونيس في سنة 2008، ثم لعب مع لوكوموتيف كوبان في الدوري الروسي في سنة 2009، ثم لعب مع زالغيريس لكرة السلة في موسم 2010–2011، ثم لعب مع أوليمبيا في سنة 2011.

## إحصائيات المسيرة

### الدوري الأوروبي
| السنة                              | الفريق                   | لعب | بدأ | دقيقة | ميداني% | ثلاثية | حرة   | ارتداد | صنع | استلاب | تصدي | نقطة | أداء |
| ---------------------------------- | ------------------------ | --- | --- | ----- | ------- | ------ | ----- | ------ | --- | ------ | ---- | ---- | ---- |
| الدوري الأوروبي لكرة السلة 2001-02 | نادي كركا لكرة السلة     | 12  | 1   | 9.3   | .500    | .111   | .500  | 0.5    | 0.8 | 0.3    | 0.0  | 1.9  | 1.2  |
| الدوري الأوروبي لكرة السلة 2009-10 | زالغيريس لكرة السلة      | 7   | 0   | 18.9  | .283    | .240   | .692  | 3.3    | 2.4 | 0.6    | 0.0  | 6.4  | 4.0  |
| الدوري الأوروبي لكرة السلة 2010-11 | زالغيريس لكرة السلة      | 5   | 1   | 8.6   | .545    | .500   | .1000 | 1.8    | 1.2 | 0.2    | 0.0  | 3.4  | 5.4  |
| الدوري الأوروبي لكرة السلة 2011-12 | نادي أوليمبيا لكرة السلة | 8   | 7   | 23.0  | .360    | .321   | .857  | 1.0    | 2.9 | 0.8    | 0.0  | 7.1  | 7.6  |
| المسيرة                            |                          | 32  | 9   | 14.7  | .365    | .266   | .771  | 1.4    | 1.7 | 0.4    | 0.0  | 4.4  | 13.1 |

## روابط خارجية
- ألكسندر تشابين على موقع الاتحاد الدولي لكرة السلة (الإنجليزية)
- ألكسندر تشابين على موقع الدوري الأوروبي لكرة السلة (الإنجليزية)
- ألكسندر تشابين على موقع كرة السلة الأوروبية.كوم (الإنجليزية)
- ألكسندر تشابين على موقع ريلجم (الإنجليزية)
- ألكسندر تشابين على موقع بروبوليرز (الإنجليزية)
- ألكسندر تشابين على موقع سبورتس رفرنس (الإنجليزية)